# عثمان مرزوق
عثمان مرزوق، لاعب كرة قدم سعودي سابق.
وقد لعِب مع نادي الاتحاد السعودي ومنتخب السعودية لكرة القدم.

## كأس الخليج 1982
سجل هدفًا في مرمى منتخب عمان لكرة القدم.